# 2015-ös alpesisí-világbajnokság
A 43. alpesisí-világbajnokságot az amerikai Beaver Creekben rendezték 2015. február 2. és 15. között.

## A magyar sportolók eredményei
Az ország a világbajnokságon 15 sportolóval képviseltette magát.

### Férfi
Selejtező
| Versenyző        | Versenyszám      | 1. futam      | 1. futam      | 2. futam      | 2. futam      | Összesítés | Összesítés |
| Versenyző        | Versenyszám      | Idő           | Hely.         | Idő           | Hely.         | Idő        | Helyezés   |
| ---------------- | ---------------- | ------------- | ------------- | ------------- | ------------- | ---------- | ---------- |
| Benedek Patrik   | Óriás-műlesiklás | 1:06,04       | 59.           | 1:02,08       | 49.           | 2:08,12    | 54.        |
| Farkas Norbert   | Óriás-műlesiklás | nem ért célba | nem ért célba | kiesett       | kiesett       | kiesett    | kiesett    |
| Kékesi Márton    | Műlesiklás       | 59,84         | 29.           | nem ért célba | nem ért célba | kiesett    | kiesett    |
| Nagy Bence       | Óriás-műlesiklás | 1:05,43       | 53.           | kiesett       | kiesett       | kiesett    | kiesett    |
| Szepesi Bertold  | Műlesiklás       | 1:01,14       | 39.           | 55,42         | 26.           | 1:56,56    | 28.        |
| Szőllős Barnabás | Óriás-műlesiklás | 1:04,30       | 46.           | 1:02,34       | 50.           | 2:06,64    | 49.        |
| Szőllős Benjámin | Műlesiklás       | 1:00,21       | 31.           | 55,82         | 27.           | 1:56,03    | 26.        |

Verseny
| Versenyző      | Versenyszám            | 1. futam | 1. futam | 2. futam | 2. futam | Összesítés | Összesítés |
| Versenyző      | Versenyszám            | Idő      | Hely.    | Idő      | Hely.    | Idő        | Helyezés   |
| -------------- | ---------------------- | -------- | -------- | -------- | -------- | ---------- | ---------- |
| Farkas Norbert | Óriás-műlesiklás       | 1:26,11  | 53.      | kiesett  | kiesett  | kiesett    | kiesett    |
| Kékesi Márton  | Szuperóriás-műlesiklás |          |          |          |          | 1:25,84    | 49.        |
| Samsal Dalibor | Műlesiklás             | 1:07,54  | 31.      | kiesett  | kiesett  | kiesett    | kiesett    |

### Női
| Versenyző       | Versenyszám            | 1. futam      | 1. futam      | 2. futam      | 2. futam      | Összesítés    | Összesítés    |
| Versenyző       | Versenyszám            | Idő           | Hely.         | Idő           | Hely.         | Idő           | Helyezés      |
| --------------- | ---------------------- | ------------- | ------------- | ------------- | ------------- | ------------- | ------------- |
| Berecz Anna     | Óriás-műlesiklás       | 1:22,48       | 69.           | kiesett       | kiesett       | kiesett       | kiesett       |
| Berecz Anna     | Műlesiklás             | 1:00,68       | 66.           | kiesett       | kiesett       | kiesett       | kiesett       |
| Berecz Réka     | Műlesiklás             | nem ért célba | nem ért célba | kiesett       | kiesett       | kiesett       | kiesett       |
| Csima Laura     | Műlesiklás             | 1:04,13       | 74.           | kiesett       | kiesett       | kiesett       | kiesett       |
| Csima Réka      | Óriás-műlesiklás       | nem ért célba | nem ért célba | kiesett       | kiesett       | kiesett       | kiesett       |
| Eigler Patrícia | Műlesiklás             | 1:11,65       | 82.           | kiesett       | kiesett       | kiesett       | kiesett       |
| Maróty Mónika   | Óriás-műlesiklás       | 1:27,58       | 80.           | kiesett       | kiesett       | kiesett       | kiesett       |
| Miklós Edit     | Szuperóriás-műlesiklás |               |               |               |               | nem ért célba | nem ért célba |
| Miklós Edit     | Szuperkombináció       | 1:47,76       | 16.           | nem indult el | nem indult el | helyezetlen   | helyezetlen   |
| Miklós Edit     | Lesiklás               |               |               |               |               | 1:47,53       | 13.           |
| Miklós Edit     | Óriás-műlesiklás       | 1:14,43       | 45.           | 1:13,47       | 36.           | 2:27,90       | 40            |

## Eredmények
Összesen 11 versenyszámot rendeztek. A feltüntetett időpontok helyi idő szerint értendőek.

### Férfiak
| Versenyszám                                | Arany                                | Arany   | Ezüst                      | Ezüst   | Bronz                             | Bronz   |
| ------------------------------------------ | ------------------------------------ | ------- | -------------------------- | ------- | --------------------------------- | ------- |
| Lesiklás február 7., 11:00                 | Patrick Küng · Svájc                 | 1:43,18 | Travis Ganong · USA        | 1:43,42 | Beat Feuz · Svájc                 | 1:43,49 |
| Műlesiklás február 15., 10:15, 14:15       | Jean-Baptiste Grange · Franciaország | 1:57,47 | Fritz Dopfer · Németország | 1:57,82 | Felix Neureuther · Németország    | 1:58,02 |
| Óriás-műlesiklás február 13., 10:15, 14:15 | Ted Ligety · USA                     | 2:34,16 | Marcel Hirscher · Ausztria | 2:34,61 | Alexis Pinturault · Franciaország | 2:35,04 |
| Szuperóriás-műlesiklás február 5., 11:00   | Hannes Reichelt · Ausztria           | 1:15,68 | Dustin Cook · Kanada       | 1:15,79 | Adrien Théaux · Franciaország     | 1:15,92 |
| Szuperkombináció február 8., 10:00, 14:15  | Marcel Hirscher · Ausztria           | 2:36,10 | Kjetil Jansrud · Norvégia  | 2:36,29 | Ted Ligety · USA                  | 2:36,40 |

### Nők
| Versenyszám                                | Arany                     | Arany   | Ezüst                             | Ezüst   | Bronz                                | Bronz   |
| ------------------------------------------ | ------------------------- | ------- | --------------------------------- | ------- | ------------------------------------ | ------- |
| Lesiklás február 6., 11:00                 | Tina Maze · Szlovénia     | 1:45,89 | Anna Fenninger · Ausztria         | 1:45,91 | Lara Gut · Svájc                     | 1:46,23 |
| Műlesiklás február 14., 10:00, 14:15       | Mikaela Shiffrin · USA    | 1:38,48 | Frida Hansdotter · Svédország     | 1:38,82 | Šárka Strachová · Csehország         | 1:39,25 |
| Óriás-műlesiklás február 12., 10:15, 14:15 | Anna Fenninger · Ausztria | 2:19,16 | Viktoria Rebensburg · Németország | 2:20,56 | Jessica Lindell-Vikarby · Svédország | 2:20,65 |
| Szuperóriás-műlesiklás február 3., 11:00   | Anna Fenninger · Ausztria | 1:10,29 | Tina Maze · Szlovénia             | 1:10,32 | Lindsey Vonn · USA                   | 1:10,44 |
| Szuperkombináció február 9., 10:00, 14:15  | Tina Maze · Szlovénia     | 2:33,37 | Nicole Hosp · Ausztria            | 2:33,59 | Michalea Kirchgasser · Ausztria      | 2:33,72 |

### Vegyes
| Versenyszám                       | Arany | Arany | Ezüst | Ezüst | Bronz | Bronz |
| --------------------------------- | --- | --- | --- | --- | --- | --- |
| Csapat verseny február 10., 14:15 | Ausztria · Eva-Maria Brem · Michaela Kirchgasser · Marcel Hirscher · Christoph Nösig · Nicole Hosp · Philipp Schörghofer | Ausztria · Eva-Maria Brem · Michaela Kirchgasser · Marcel Hirscher · Christoph Nösig · Nicole Hosp · Philipp Schörghofer | Kanada · Candace Crawford · Erin Mielzynski · Phil Brown · Trevor Philp · Marie-Pier Préfontaine · Erik Read | Kanada · Candace Crawford · Erin Mielzynski · Phil Brown · Trevor Philp · Marie-Pier Préfontaine · Erik Read | Svédország · Maria Pietilä Holmner · Anna Swenn-Larsson · Mattias Hargin · André Myhrer · Sara Hector · Markus Larsson | Svédország · Maria Pietilä Holmner · Anna Swenn-Larsson · Mattias Hargin · André Myhrer · Sara Hector · Markus Larsson |